# Robert George Wardlaw Ramsay
Pour les articles homonymes, voir Ramsay.
Robert George Wardlaw Ramsay est un militaire et un naturaliste britannique, né le 25 janvier 1852 et mort le 22 avril 1921.

## Biographie

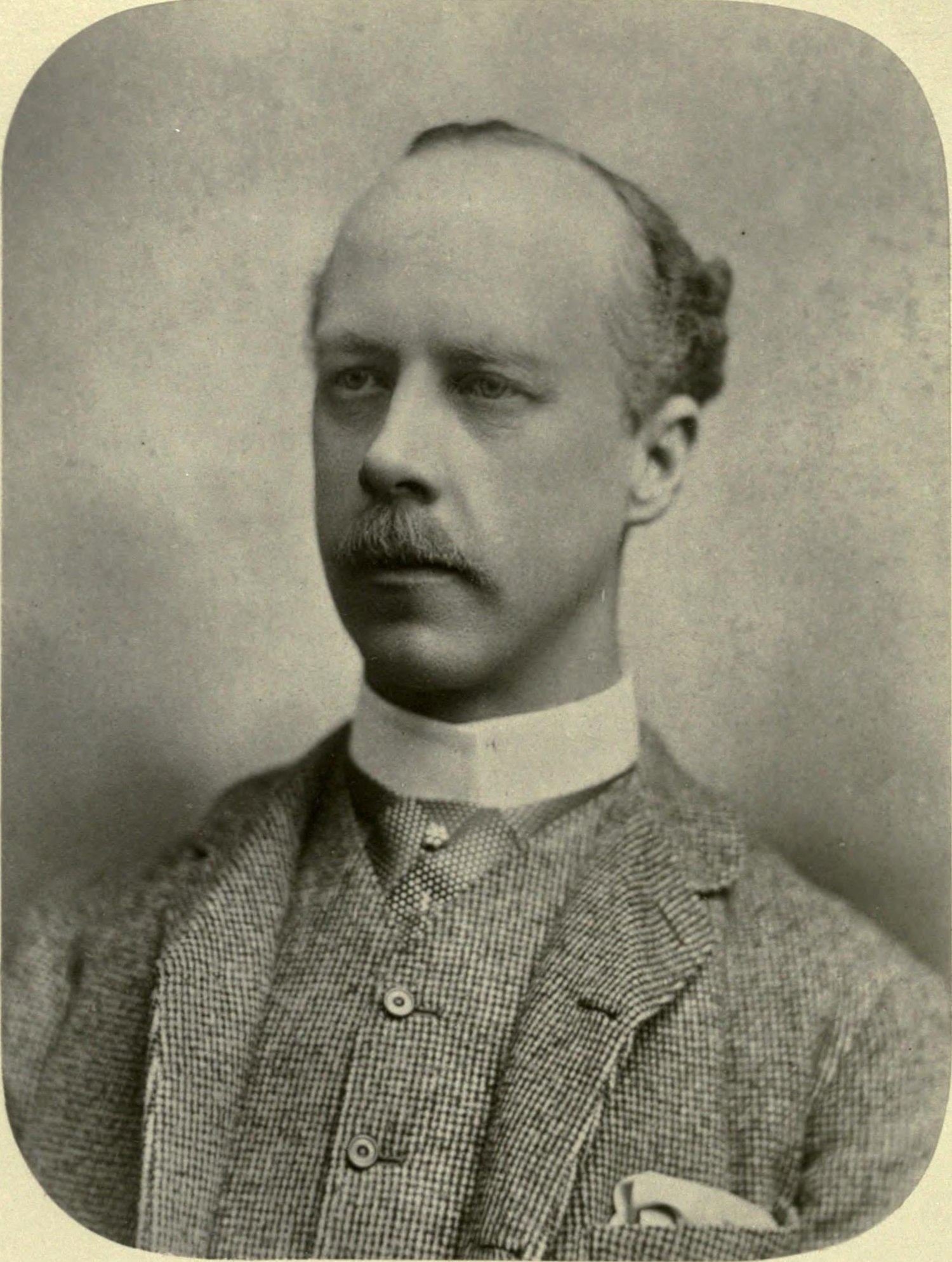
Robert George Wardlaw Ramsay.

Il étudie à Cheam et à Harrow avant de rejoindre l’armée britannique. Il est stationné en Inde, en Afghanistan et en Birmanie. C’est durant ses séjours dans ces régions qu’il se passionne pour l’ornithologie. Il devient le président de la British Ornithologists' Union de 1913 à 1918. Il est le neveu d’Arthur Hay, neuvième marquis de Tweeddale (1824-1878) qui lui lègue sa riche collection de 20 000 peaux d’oiseaux. Il fait paraître The Ornithological works of Arthur 9th Marquis of Tweeddale (1881) et Guide to the birds of Europe and North Africa (1923). Il lègue sa collection au British Museum. Il entretient une riche collection avec les ornithologues de cette région et notamment Allan Octavian Hume (1829-1912).

## Source
- Traduction de l'article de langue anglaise de Wikipédia (version du 7 janvier 2006).